# Rudolf Struck

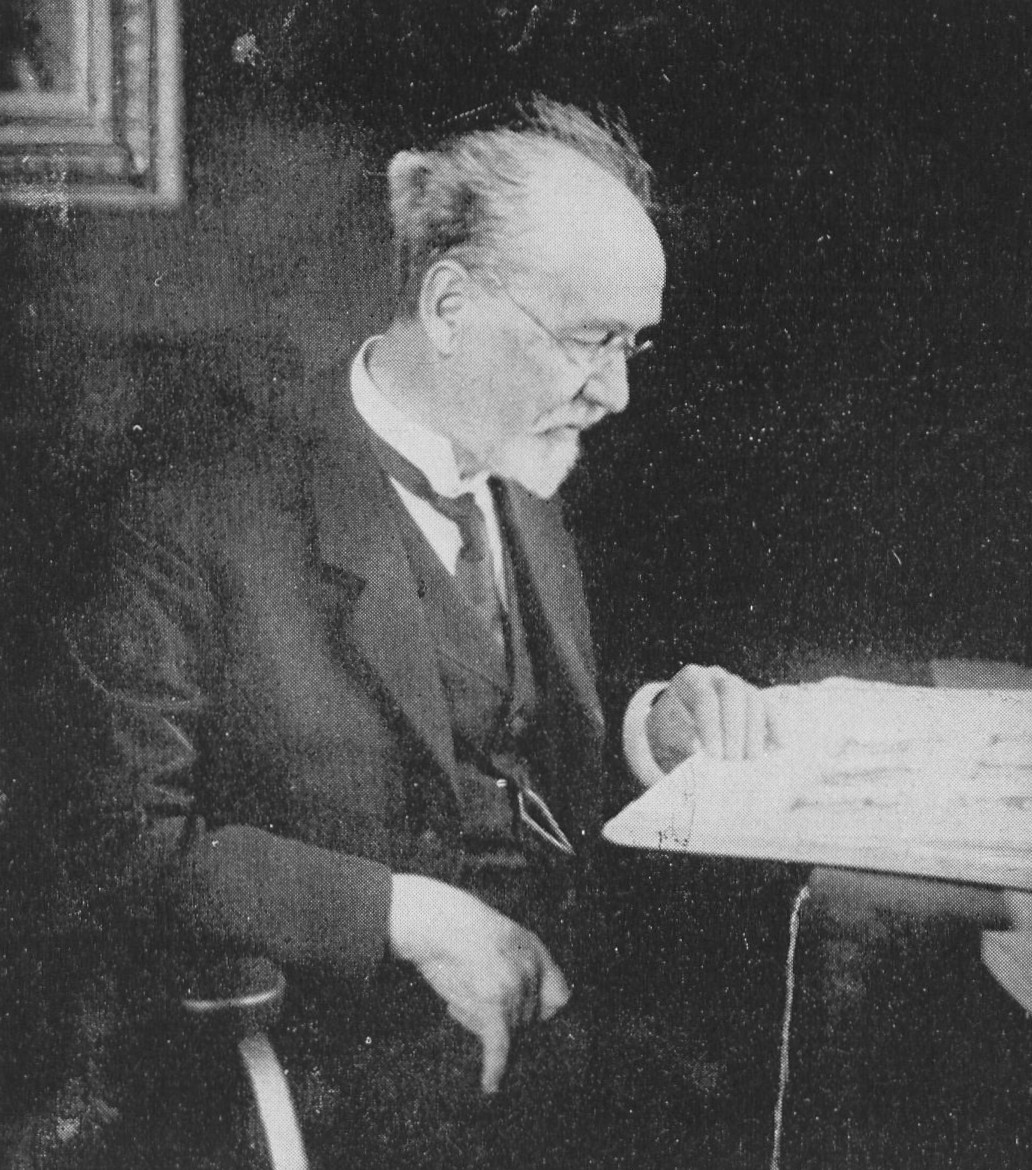
Rudolf Struck

Rudolf Hans Eberhard Struck (* 4. Dezember 1861 in Lübeck; † 1. Dezember 1935) war ein deutscher Arzt und Heimatforscher. 

## Leben
Struck studierte ab 1883 an der Christian-Albrechts-Universität zu Kiel Medizin. Noch im selben Jahr wurde er im Corps Holsatia recipiert. Nach seiner Promotion zum Dr. med. (1887) wurde Struck 1890 praktischer Arzt in Lübeck. Er diente der Stadt auch sieben Jahre als Polizeiarzt. Seine Tätigkeit als Mediziner macht hingegen seine Bedeutung nicht aus, sondern seine vielfältigen Arbeiten als anerkannter Heimatforscher rund um Lübeck, welche ihn bald seine medizinische Praxis aufgeben ließen, um sich nur noch seinen Interessen zu widmen. Man kann seine Betätigung auf fünf Gebiete eingrenzen: die Geologie Schleswig-Holsteins, Paläontologie, Biologie, Lübecker Kunstgeschichte und Lübecker Familiengeschichte. Herausragendes Hauptwerk Strucks ist die zweibändige Stadtbildaufnahme Das alte bürgerliche Wohnhaus in Lübeck mit ihren Illustrationen von Karl Gatermann dem Älteren und dem in Russland gefallenen Karl Sager (1885–1915), das heute eine unverzichtbare Dokumentation des gotisch-niederdeutschen Stadtbilds und Quelle der Bauforschung des Weltkulturerbes der Lübecker Altstadt ist. Er ist Verfasser zahlreicher Beiträge und Aufsätze zu Fragen mittelalterlicher Plastik und Gemälde in Lübeck oder mit Bezug zu Lübeck. Struck machte sich als Förderer von Kunst und Künstlern in Lübeck einen Namen als Mäzen. Als Ehrenvorsitzender der Vorsteherschaft der Kulturhistorischen und Kunstsammlungen gab er gemeinsam mit dem Vorsitzenden Rudolf Keibel für den Lübecker Museumsdirektor Carl Georg Heise eine Ehrenerklärung ab, als dieser in der Zeit der Weimarer Republik aus dem Umfeld deutschnationaler Kreise der Lübecker Bürgerschaft wegen seiner progressiven Museumspolitik scharf angegriffen wurde.

## Ehrungen
- Der Lübecker Senat verlieh ihm zum 100. Stiftungsfest des Ärztlichen Vereins zu Lübeck 1909 den Titel „Professor“.
- Anlässlich der Eröffnung des Kulturhistorischen Museums verlieh die Gesellschaft zur Beförderung gemeinnütziger Tätigkeit an Schaefer, Baltzer und ihn ihre silberne Denkmünze. Auf deren Versammlung am 9. November 1915 wurde deren Verleihung nachträglich genehmigt.[3]
- Für seine Verdienste um die Gesellschaft wurde er auf deren 134. Stiftungstag mit der goldenen Denkmünze ausgezeichnet.[4]
- Er war Ehrenmitglied der Geographischen Gesellschaft[5]

## Schriften (Auswahl)
- Ueber das Verhältnis der Chorea und der Scarlatina zum acuten Gelenkrheumatismus, Lipsius & Tischer, Kiel 1887 (Dissertation)
- Übersicht der geologischen Verhältnisse Schleswig-Holsteins, 1900
- Der Verlauf der nördlichen und südlichen Hauptmoräne in der weiteren Umgebung Lübecks, Lübcke & Nöhring, Lübeck 1902
- Der baltische Höhenrücken in Holstein: ein Beitrag zur Geographie und Geologie Holsteins, Lübcke & Nöhring, Lübeck 1904
- Die Beziehungen des Limes Saxoniae und des Dannewerkes zur Topographie und Geologie ihrer Umgebung, Lübcke & Nöhring, Lübeck 1906
- Das alte bürgerliche Wohnhaus in Lübeck, 2 Bände, Lübcke & Nöhring, Lübeck
  - Band 1, Lübeck 1908
  - Band 2 Tore und Türen, Lübeck 1913
- Übersicht der geologischen Verhältnisse Schleswig-Holsteins, Lübeck 1909
- Zur Kenntnis lübeckischer Familien und ihrer Beziehungen zu einheimischen und auswärtigen Kunstdenkmälern in: Museum für Kunst- und Kulturgeschichte zu Lübeck. Jahrbuch 1914 • 1915 (Band II.–III.), H. G. Rahtgens, Lübeck 1915, S. 41–73
- Conrad von Soest und die Lübecker Malerei im Beginn des 15. Jahrhunderts, Seemann, Leipzig 1916
- Die lübeckische Familie Segeberg und ihre Beziehungen zu den Universitäten Rostock und Greifswald, in: Zeitschrift des Vereins für Lübeckische Geschichte und Altertumskunde, ISSN 0083-5609, Bd. 20 (1919), 1, S. 85–116
- Die innere baltische Moräne und andere Eisrandlagen in Schleswig-Holstein, Friedländer, Lübeck 1931
- Die Oberflächenformen Schleswig-Holsteins und ihre Entstehung, Westphal, Lübeck 1932